# جمهوری کالیفرنیا
جمهوری کالیفرنیا (به انگلیسی: Republic of California)، همچنین (به اسپانیایی: República de California)، یا جمهوری پرچم خرس (به انگلیسی: Bear flag republic)، یک قلمرو با رسمیت محدود بود که در تاریخ ۱۴ ژوئن ۱۸۴۶ از مکزیک اعلام جدایی کرد و به یک جمهوری مستقل تبدیل شد، اما به رسمیت شناخته نشده بود و به مدت ۲۵ روز، منطقه کوچکی در شمال سان فرانسیسکو در ایالت امروزی کالیفرنیای آمریکا را کنترل می‌کرد.